# Liga Venezolana de Béisbol Profesional 2005-06
La temporada de la Liga Venezolana de Béisbol Profesional 2005-06 comenzó el 14 de octubre de 2005, el juego inaugural fue en memoria del beisbolista venezolano Alfonso "Chico" Carrasquel. El campeonato concluyó el 29 de enero de 2006. El título de esa temporada fue para los Leones del Caracas, siendo el décimo noveno para el conjunto quienes lograron además su segundo título en la Serie del Caribe 2006.
El equipo que recibió el mayor número de aficionados durante esa temporada fue Leones del Caracas, contabilizando unas 460.000 personas, seguido por Tigres de Aragua con 300.000, Navegantes del Magallanes con 270.000, Cardenales de Lara con 200.000, Tiburones de La Guaira con 190.000, Águilas del Zulia con 180.000, Caribes de Anzoátegui con 121.000 y por último Pastora de Los Llanos con 55.000 aficionados.
Con la intención de esperar una posible ampliación de la Liga, los Caribes de Oriente deciden cambiar su denominación desde 2005 a Caribes de Anzoátegui. 
El sistema clasificatorio se dividió en dos grupos, integrados por cuatro equipos cada uno, de donde se clasifican los dos mejores de cada división y el mejor tercero al Round Robin.
Esa temporada fue seleccionado como mánager del año el estratega de los Navegantes del Magallanes, Alfredo Pedrique.

## Temporada regular
División Occidental
| Pos | Equipo                | J  | G  | P  | AVE. | V  |
| --- | --------------------- | -- | -- | -- | ---- | -- |
| 1   | Tigres de Aragua      | 62 | 38 | 24 | .612 | -  |
| 2   | Cardenales de Lara    | 62 | 27 | 35 | .435 | 11 |
| 3   | Pastora de Los Llanos | 62 | 23 | 39 | .371 | 15 |
| 4   | Águilas del Zulia     | 62 | 23 | 39 | .371 | 15 |

División Oriental
| Pos | Equipo                    | J  | G  | P  | AVE. | V |
| --- | ------------------------- | -- | -- | -- | ---- | - |
| 1   | Navegantes del Magallanes | 62 | 39 | 23 | .629 | - |
| 2   | Leones del Caracas        | 62 | 35 | 27 | .565 | 4 |
| 3   | Caribes de Anzoátegui     | 62 | 32 | 30 | .516 | 7 |
| 4   | Tiburones de La Guaira    | 62 | 31 | 31 | .500 | 8 |

|  | Clasificó al Round Robin o Todos contra Todos |
|  | Quedó eliminado                               |

### Partidos
| Tiburones de La Guaira    | 3 - 6  | Caribes de Anzoátegui  | Alfonso Carrasquel                       | 14 de octubre | 7:30pm | La Tele      |
| Tiburones de La Guaira    | 8 - 4  | Leones del Caracas     | Universitario de Caracas                 | 14 de octubre | 7:30pm |              |
| Pastora de Los Llanos     | 5 - 2  | Tigres de Aragua       | José Pérez Colmenares                    | 14 de octubre | 7:30pm | Meridiano TV |
| Águilas del Zulia         | 2 - 0  | Cardenales de Lara     | Antonio Herrera Gutiérrez                | 14 de octubre | 7:30pm | Promar TV    |
| Navegantes del Magallanes | 4 - 7  | Caribes de Anzoátegui  | Alfonso Carrasquel                       | 15 de octubre | 6:30pm | La Tele      |
| Águilas del Zulia         | 15 - 7 | Tiburones de La Guaira | Universitario de Caracas                 | 15 de octubre | 6:30pm | Meridiano TV |
| Leones del Caracas        | 0 - 7  | Tigres de Aragua       | José Pérez Colmenares                    | 15 de octubre | 5:30pm |              |
| Cardenales de Lara        | 4 - 5  | Pastora de Los Llanos  | Estadio Bachiller Julio Hernández Molina | 15 de octubre | 6:00pm | Promar TV    |
| Navegantes del Magallanes | 4 - 5  | Caribes de Anzoátegui  | Alfonso Carrasquel                       | 16 de octubre | 6:30pm | La Tele      |
| Águilas del Zulia         | 4 - 2  | Tiburones de La Guaira | Universitario de Caracas                 | 16 de octubre | 4:00pm | Venevisión   |
| Leones del Caracas        | 7 - 3  | Pastora de Los Llanos  | Estadio Bachiller Julio Hernández Molina | 16 de octubre | 6:00pm |              |
| Tigres de Aragua          | 9 - 8  | Cardenales de Lara     | Antonio Herrera Gutiérrez                | 16 de octubre | 4:00pm | Promar TV    |

| Navegantes del Magallanes | 11 - 7     | Tiburones de La Guaira    | Universitario de Caracas                 | 17 de octubre | 7:30pm  | Meridiano TV |
| Caribes de Anzoátegui     | 0 - 11     | Leones del Caracas        | Universitario de Caracas                 | 18 de octubre | 7:30pm  |              |
| Cardenales de Lara        | 2 - 3      | Tigres de Aragua          | José Pérez Colmenares                    | 18 de octubre | 7:30pm  | Meridiano TV |
| Pastora de Los Llanos     | 6 - 7      | Águilas del Zulia         | Luis Aparicio "El Grande"                | 18 de octubre | 7:30pm  |              |
| Caribes de Anzoátegui     | 7 - 9      | Tiburones de La Guaira    | Universitario de Caracas                 | 19 de octubre | 7:30pm  |              |
| Tigres de Aragua          | 0 - 2      | Navegantes del Magallanes | José Bernardo Pérez                      | 19 de octubre | 7:30pm  |              |
| Pastora de Los Llanos     | 5 - 2      | Águilas del Zulia         | Luis Aparicio "El Grande"                | 19 de octubre | 7:30pm  |              |
| Caribes de Anzoátegui     | Suspendido | Navegantes del Magallanes | José Bernardo Pérez                      | 20 de octubre | 7:30pm  |              |
| Leones del Caracas        | 3 - 2      | Pastora de Los Llanos     | Estadio Bachiller Julio Hernández Molina | 20 de octubre | 7:30pm  | Meridiano TV |
| Tigres de Aragua          | 4 - 3      | Cardenales de Lara        | Antonio Herrera Gutiérrez                | 20 de octubre | 7:30pm  | Promar TV    |
| Leones del Caracas        | 7 - 1      | Tiburones de La Guaira    | Universitario de Caracas                 | 21 de octubre | 7:30pm  | Meridiano TV |
| Caribes de Anzoátegui     | 3 - 13     | Pastora de Los Llanos     | Estadio Bachiller Julio Hernández Molina | 21 de octubre | 7:30pm  |              |
| Navegantes del Magallanes | 2 - 9      | Cardenales de Lara        | Antonio Herrera Gutiérrez                | 21 de octubre | 7:30pm  | Promar TV    |
| Tigres de Aragua          | 5 – 1      | Águilas del Zulia         | Luis Aparicio "El Grande"                | 21 de octubre | 7:30pm  |              |
| Cardenales de Lara        | 8 - 9      | Leones del Caracas        | Universitario de Caracas                 | 22 de octubre | 6:30pm  |              |
| Tiburones de La Guaira    | 8 - 4      | Navegantes del Magallanes | José Bernardo Pérez                      | 22 de octubre | 5:30pm  |              |
| Caribes de Anzoátegui     | 9 - 6      | Pastora de Los Llanos     | Estadio Bachiller Julio Hernández Molina | 22 de octubre | 6:00pm  |              |
| Tigres de Aragua          | 0 - 2      | Águilas del Zulia         | Luis Aparicio "El Grande"                | 22 de octubre | 5:30pm  |              |
| Cardenales de Lara        | 3 - 8      | Leones del Caracas        | Universitario de Caracas                 | 23 de octubre | 12:30pm | Venevisión   |
| Caribes de Anzoátegui     | 8 - 5      | Navegantes del Magallanes | José Bernardo Pérez                      | 23 de octubre | 5:30pm  |              |
| Tiburones de La Guaira    | 1 - 2      | Pastora de Los Llanos     | Estadio Bachiller Julio Hernández Molina | 23 de octubre | 6:00pm  |              |
| Tigres de Aragua          | 4 – 3      | Águilas del Zulia         | Luis Aparicio "El Grande"                | 23 de octubre | 4:00pm  |              |

| Leones del Caracas        | 1 - 6      | Caribes de Anzoátegui     | Alfonso Chico Carrasquel                 | 25 de octubre | 7:30pm | La Tele      |
| Pastora de Los Llanos     | 3 - 1      | Tiburones de La Guaira    | Universitario de Caracas                 | 25 de octubre | 7:30pm |              |
| Águilas del Zulia         | 4 - 5      | Cardenales de Lara        | Antonio Herrera Gutiérrez                | 25 de octubre | 7:30pm | Promar TV    |
| Navegantes del Magallanes | Suspendido | Tigres de Aragua          | José Pérez Colmenares                    | 25 de octubre | 7:30pm |              |
| Leones del Caracas        | 5 - 8      | Caribes de Anzoátegui     | Alfonso Chico Carrasquel                 | 26 de octubre | 7:30pm | La Tele      |
| Cardenales de Lara        | 2 - 6      | Tiburones de La Guaira    | Universitario de Caracas                 | 26 de octubre | 7:30pm |              |
| Águilas del Zulia         | 8 - 6      | Tigres de Aragua          | José Pérez Colmenares                    | 26 de octubre | 7:30pm |              |
| Pastora de Los Llanos     | 4 - 11     | Navegantes del Magallanes | José Bernardo Pérez                      | 26 de octubre | 7:30pm |              |
| Águilas del Zulia         | 6 - 8      | Leones del Caracas        | Universitario de Caracas                 | 27 de octubre | 7:30pm |              |
| Cardenales de Lara        | 14 - 3     | Navegantes del Magallanes | José Bernardo Pérez                      | 27 de octubre | 7:30pm |              |
| Tiburones de La Guaira    | 8 - 5      | Pastora de Los Llanos     | Estadio Bachiller Julio Hernández Molina | 27 de octubre | 7:30pm |              |
| Águilas del Zulia         | 2 - 4      | Caribes de Anzoátegui     | Alfonso Chico Carrasquel                 | 28 de octubre | 7:30pm | La Tele      |
| Tigres de Aragua          | 6 – 5      | Leones del Caracas        | Universitario de Caracas                 | 28 de octubre | 7:30pm |              |
| Navegantes del Magallanes | 5 - 7      | Pastora de Los Llanos     | Estadio Bachiller Julio Hernández Molina | 28 de octubre | 7:30pm | Meridiano TV |
| Tiburones de La Guaira    | 3 - 9      | Cardenales de Lara        | Antonio Herrera Gutiérrez                | 28 de octubre | 7:30pm | Promar TV    |
| Águilas del Zulia         | 11 - 3     | Caribes de Anzoátegui     | Alfonso Chico Carrasquel                 | 29 de octubre | 5:00pm | La Tele      |
| Águilas del Zulia         | 1 - 3      | Caribes de Anzoátegui     | Alfonso Chico Carrasquel                 | 29 de octubre | 8:30pm | La Tele      |
| Tigres de Aragua          | 4 - 2      | Tiburones de La Guaira    | Universitario de Caracas                 | 29 de octubre | 5:00pm |              |
| Leones del Caracas        | 3 - 9      | Navegantes del Magallanes | José Bernardo Pérez                      | 29 de octubre | 5:30pm | Meridiano TV |
| Pastora de Los Llanos     | 1 - 3      | Cardenales de Lara        | Antonio Herrera Gutiérrez                | 29 de octubre | 5:30pm | Promar TV    |
| Águilas del Zulia         | 0 - 2      | Caribes de Anzoátegui     | Alfonso Chico Carrasquel                 | 30 de octubre | 6:30pm | La Tele      |
| Navegantes del Magallanes | 2 - 3      | Tiburones de La Guaira    | Universitario de Caracas                 | 30 de octubre | 1:00pm | Venevisión   |
| Pastora de Los Llanos     | 5 - 6      | Tigres de Aragua          | José Pérez Colmenares                    | 30 de octubre | 4:00pm |              |
| Leones del Caracas        | 1 - 4      | Cardenales de Lara        | Antonio Herrera Gutiérrez                | 30 de octubre | 4:00pm | Promar TV    |

| Tigres de Aragua          | 4 - 8  | Tiburones de La Guaira    | Universitario de Caracas                 | 1 de noviembre                    | 7:30p. m. |              |
| Navegantes del Magallanes | 7 - 3  | Pastora de Los Llanos     | Estadio Bachiller Julio Hernández Molina | 1 de noviembre                    | 7:30p. m. | Meridiano TV |
| Cardenales de Lara        | 5 - 3  | Águilas del Zulia         | Luis Aparicio "El Grande"                | 1 de noviembre                    | 7:30p. m. |              |
| Caribes de Anzoátegui     | 7 - 1  | Tiburones de La Guaira    | Universitario de Caracas                 | 2 de noviembre Día de los Muertos | 7:30pm    |              |
| Leones del Caracas        | 4 - 5  | Tigres de Aragua          | José Pérez Colmenares                    | 2 de noviembre Día de los Muertos | 7:30pm    |              |
| Pastora de Los Llanos     | 8 - 6  | Navegantes del Magallanes | José Bernardo Pérez                      | 2 de noviembre Día de los Muertos | 7:30pm    |              |
| Cardenales de Lara        | 5 - 10 | Águilas del Zulia         | Luis Aparicio "El Grande"                | 2 de noviembre Día de los Muertos | 7:30pm    |              |
| Navegantes del Magallanes | 5 - 7  | Leones del Caracas        | Universitario de Caracas                 | 3 de noviembre                    | 7:30pm    | Meridiano TV |
| Pastora de Los Llanos     | 3 - 13 | Tigres de Aragua          | José Pérez Colmenares                    | 3 de noviembre                    | 7:30pm    |              |
| Caribes de Anzoátegui     | 3 - 1  | Cardenales de Lara        | Antonio Herrera Gutiérrez                | 3 de noviembre                    | 7:30pm    | Promar TV    |
| Pastora de Los Llanos     | 0 - 5  | Tiburones de La Guaira    | Universitario de Caracas                 | 4 de noviembre                    | 7:30pm    |              |
| Leones del Caracas        | 4 - 10 | Navegantes del Magallanes | José Bernardo Pérez                      | 4 de noviembre                    | 7:30pm    | Venevisión   |
| Tigres de Aragua          | 2 - 1  | Cardenales de Lara        | Antonio Herrera Gutiérrez                | 4 de noviembre                    | 7:30pm    | Promar TV    |
| Caribes de Anzoátegui     | 6 - 10 | Águilas del Zulia         | Luis Aparicio "El Grande"                | 4 de noviembre                    | 7:30pm    |              |
| Pastora de Los Llanos     | 6 - 8  | Leones del Caracas        | Universitario de Caracas                 | 5 de noviembre                    | 6:30pm    |              |
| Cardenales de Lara        | 2 - 3  | Tigres de Aragua          | José Pérez Colmenares                    | 5 de noviembre                    | 5:30pm    |              |
| Tiburones de La Guaira    | 4 - 5  | Navegantes del Magallanes | José Bernardo Pérez                      | 5 de noviembre                    | 5:30pm    |              |
| Caribes de Anzoátegui     | 3 - 2  | Águilas del Zulia         | Luis Aparicio "El Grande"                | 5 de noviembre                    | 5:30pm    | Meridiano TV |
| Caribes de Anzoátegui     | 7 - 1  | Águilas del Zulia         | Luis Aparicio "El Grande"                | 5 de noviembre                    | 8:30pm    | Meridiano TV |
| Pastora de Los Llanos     | 2 - 9  | Leones del Caracas        | Universitario de Caracas                 | 6 de noviembre                    | 4:00pm    |              |
| Tigres de Aragua          | 2 - 8  | Navegantes del Magallanes | José Bernardo Pérez                      | 6 de noviembre                    | 5:30pm    |              |
| Tiburones de La Guaira    | 13 - 2 | Cardenales de Lara        | Antonio Herrera Gutiérrez                | 6 de noviembre                    | 1:00pm    | Venevisión   |
| Caribes de Anzoátegui     | 1 - 2  | Águilas del Zulia         | Luis Aparicio "El Grande"                | 6 de noviembre                    | 4:00pm    |              |

| Tiburones de La Guaira    | 9 - 0      | Pastora de Los Llanos     | Estadio Bachiller Julio Hernández Molina | 7 de noviembre  | 7:30pm |              |
| Tigres de Aragua          | 4 - 5      | Caribes de Anzoátegui     | Alfonso Chico Carrasquel                 | 8 de noviembre  | 7:30pm | La Tele      |
| Navegantes del Magallanes | 6 - 9      | Leones del Caracas        | Universitario de Caracas                 | 8 de noviembre  | 7:30pm | Meridiano TV |
| Águilas del Zulia         | 1 - 11     | Cardenales de Lara        | Antonio Herrera Gutiérrez                | 8 de noviembre  | 7:30pm | Promar TV    |
| Tigres de Aragua          | 4 - 9      | Caribes de Anzoátegui     | Alfonso Chico Carrasquel                 | 9 de noviembre  | 7:30pm | La Tele      |
| Águilas del Zulia         | 3 - 2      | Leones del Caracas        | Universitario de Caracas                 | 9 de noviembre  | 7:30pm |              |
| Tiburones de La Guaira    | 3 - 0      | Navegantes del Magallanes | José Bernardo Pérez                      | 9 de noviembre  | 7:30pm |              |
| Pastora de Los Llanos     | 4 - 6      | Cardenales de Lara        | Antonio Herrera Gutiérrez                | 9 de noviembre  | 7:30pm | Promar TV    |
| Cardenales de Lara        | 4 - 6      | Tiburones de La Guaira    | Universitario de Caracas                 | 10 de noviembre | 7:30pm |              |
| Águilas del Zulia         | 7 - 3      | Tigres de Aragua          | José Pérez Colmenares                    | 10 de noviembre | 7:30pm |              |
| Leones del Caracas        | 2 - 6      | Navegantes del Magallanes | José Bernardo Pérez                      | 10 de noviembre | 7:30pm | Venevisión   |
| Cardenales de Lara        | 7 - 8      | Caribes de Anzoátegui     | Alfonso Chico Carrasquel                 | 11 de noviembre | 7:30pm | La Tele      |
| Águilas del Zulia         | Suspendido | Leones del Caracas        | Universitario de Caracas                 | 11 de noviembre | 7:30pm |              |
| Tiburones de La Guaira    | 2 - 4      | Tigres de Aragua          | José Pérez Colmenares                    | 11 de noviembre | 7:30pm | Meridiano TV |
| Pastora de Los Llanos     | 2 - 3      | Navegantes del Magallanes | Independencia                            | 11 de noviembre | 7:30pm |              |
| Cardenales de Lara        | 8 - 4      | Caribes de Anzoátegui     | Nueva Esparta                            | 12 de noviembre | 5:00pm | Promar TV    |
| Cardenales de Lara        | 2 - 1      | Caribes de Anzoátegui     | Nueva Esparta                            | 12 de noviembre | 8:30pm | Promar TV    |
| Tigres de Aragua          | Suspendido | Tiburones de La Guaira    | Universitario de Caracas                 | 12 de noviembre | 6:30pm |              |
| Águilas del Zulia         | 1 - 7      | Navegantes del Magallanes | José Bernardo Pérez                      | 12 de noviembre | 5:30pm | Meridiano TV |
| Leones del Caracas        | 7 - 6      | Pastora de Los Llanos     | Estadio Bachiller Julio Hernández Molina | 12 de noviembre | 6:00pm | Meridiano TV |
| Cardenales de Lara        | 13 - 4     | Caribes de Anzoátegui     | Nueva Esparta                            | 13 de noviembre | 4:00pm | La Tele      |
| Navegantes del Magallanes | Suspendido | Tiburones de La Guaira    | Universitario de Caracas                 | 13 de noviembre | 4:00pm |              |
| Leones del Caracas        | 4 - 5      | Tigres de Aragua          | José Pérez Colmenares                    | 13 de noviembre | 1:00pm | Venevisión   |
| Águilas del Zulia         | 7 - 1      | Pastora de Los Llanos     | Estadio Bachiller Julio Hernández Molina | 13 de noviembre | 6:00pm |              |

| Caribes de Anzoátegui     | 3 - 4            | Tigres de Aragua          | José Pérez Colmenares                    | 15 de noviembre | 7:30pm  |              |
| Tiburones de La Guaira    | 2 - 4            | Águilas del Zulia         | Luis Aparicio "El Grande"                | 15 de noviembre | 7:30pm  |              |
| Cardenales de Lara        | 7 - 7 Suspendido | Pastora de Los Llanos     | Estadio Bachiller Julio Hernández Molina | 15 de noviembre | 7:30pm  | Promar TV    |
| Navegantes del Magallanes | Suspendido       | Leones del Caracas        | Universitario de Caracas                 | 15 de noviembre | 7:30pm  | Venevisión   |
| Tigres de Aragua          | 11 - 6           | Navegantes del Magallanes | José Bernardo Pérez                      | 16 de noviembre | 7:30pm  |              |
| Caribes de Anzoátegui     | Suspendido       | Pastora de Los Llanos     | Estadio Bachiller Julio Hernández Molina | 16 de noviembre | 7:30pm  |              |
| Leones del Caracas        | 0 - 1            | Cardenales de Lara        | Antonio Herrera Gutiérrez                | 16 de noviembre | 7:30pm  | Promar TV    |
| Tiburones de La Guaira    | 6 - 7            | Águilas del Zulia         | Luis Aparicio "El Grande"                | 16 de noviembre | 7:30pm  |              |
| Cardenales de Lara        | 5 - 7            | Tiburones de La Guaira    | Universitario de Caracas                 | 17 de noviembre | 7:30pm  | Meridiano TV |
| Leones del Caracas        | 5 - 9            | Tigres de Aragua          | José Pérez Colmenares                    | 17 de noviembre | 7:30pm  |              |
| Caribes de Anzoátegui     | 0 - 2            | Navegantes del Magallanes | Independencia                            | 17 de noviembre | 7:30pm  |              |
| Caribes de Anzoátegui     | 10 - 2           | Leones del Caracas        | Universitario de Caracas                 | 18 de noviembre | 7:30pm  |              |
| Cardenales de Lara        | 1 - 2            | Tigres de Aragua          | José Pérez Colmenares                    | 18 de noviembre | 7:30pm  |              |
| Tiburones de La Guaira    | 3 - 6            | Navegantes del Magallanes | José Bernardo Pérez                      | 18 de noviembre | 7:30pm  | Meridiano TV |
| Pastora de Los Llanos     | 3 - 2            | Águilas del Zulia         | Luis Aparicio "El Grande"                | 18 de noviembre | 11:30am |              |
| Leones del Caracas        | 3 - 4            | Tiburones de La Guaira    | Universitario de Caracas                 | 19 de noviembre | 6:30pm  |              |
| Caribes de Anzoátegui     | 2 - 13           | Tigres de Aragua          | José Pérez Colmenares                    | 19 de noviembre | 5:30pm  |              |
| Navegantes del Magallanes | 6 - 2            | Cardenales de Lara        | Antonio Herrera Gutiérrez                | 19 de noviembre | 6:00pm  | Meridiano TV |
| Pastora de Los Llanos     | 5 - 9            | Águilas del Zulia         | Luis Aparicio "El Grande"                | 19 de noviembre | 5:30pm  |              |
| Caribes de Anzoátegui     | 7 - 2            | Navegantes del Magallanes | José Bernardo Pérez                      | 20 de noviembre | 11:30pm |              |
| Caribes de Anzoátegui     | 2 - 6            | Navegantes del Magallanes | José Bernardo Pérez                      | 20 de noviembre | 2:30pm  |              |
| Tiburones de La Guaira    | 3 - 7            | Leones del Caracas        | Universitario de Caracas                 | 20 de noviembre | 4:00pm  |              |
| Tigres de Aragua          | 5 - 4            | Cardenales de Lara        | Antonio Herrera Gutiérrez                | 20 de noviembre | 1:00pm  | Venevisión   |
| Pastora de Los Llanos     | 3 - 2            | Águilas del Zulia         | Luis Aparicio "El Grande"                | 20 de noviembre | 4:00pm  |              |

| Tiburones de La Guaira    | 7 - 5  | Caribes de Anzoátegui     | Alfonso Chico Carrasquel                 | 22 de noviembre | 7:30pm | La Tele      |
| Navegantes del Magallanes | 7 - 2  | Leones del Caracas        | Universitario de Caracas                 | 22 de noviembre | 7:30pm | Venevisión   |
| Tigres de Aragua          | 6 - 7  | Pastora de los Llanos     | Estadio Bachiller Julio Hernández Molina | 22 de noviembre | 7:30pm |              |
| Águilas del Zulia         | 8 - 12 | Cardenales de Lara        | Antonio Herrera Gutiérrez                | 22 de noviembre | 7:30pm | Promar TV    |
| Tiburones de La Guaira    | 3 - 9  | Caribes de Anzoátegui     | Alfonso Chico Carrasquel                 | 23 de noviembre | 7:30pm | La Tele      |
| Tigres de Aragua          | 6 - 8  | Leones del Caracas        | Universitario de Caracas                 | 23 de noviembre | 7:30pm |              |
| Cardenales de Lara        | 6 - 8  | Navegantes del Magallanes | José Bernardo Pérez                      | 23 de noviembre | 7:30pm |              |
| Águilas del Zulia         | 3 - 4  | Pastora de Los Llanos     | Estadio Bachiller Julio Hernández Molina | 23 de noviembre | 7:30pm |              |
| Águilas del Zulia         | 6 - 3  | Leones del Caracas        | Universitario de Caracas                 | 24 de noviembre | 5:30pm |              |
| Águilas del Zulia         | 3 - 4  | Leones del Caracas        | Universitario de Caracas                 | 24 de noviembre | 8:30pm |              |
| Pastora de Los Llanos     | 0 - 3  | Tigres de Aragua          | José Pérez Colmenares                    | 24 de noviembre | 7:30pm |              |
| Navegantes del Magallanes | 8 - 6  | Cardenales de Lara        | Antonio Herrera Gutiérrez                | 24 de noviembre | 7:30pm | Promar TV    |
| Cardenales de Lara        | 2 - 3  | Pastora de Los Llanos     | Estadio Bachiller Julio Hernández Molina | 25 de noviembre | 6:00pm | Promar TV    |
| Cardenales de Lara        | 0 - 1  | Pastora de Los Llanos     | Estadio Bachiller Julio Hernández Molina | 25 de noviembre | 9:00pm | Promar TV    |
| Leones del Caracas        | 10 - 5 | Caribes de Anzoátegui     | Alfonso Carrasquel                       | 25 de noviembre | 7:30pm | Meridiano TV |
| Águilas del Zulia         | 6 - 10 | Tiburones de La Guaira    | Universitario de Caracas                 | 25 de noviembre | 7:30pm |              |
| Navegantes del Magallanes | 11 - 0 | Tigres de Aragua          | José Pérez Colmenares                    | 25 de noviembre | 7:30pm |              |
| Leones del Caracas        | 8 - 3  | Caribes de Anzoátegui     | Alfonso Carrasquel                       | 26 de noviembre | 6:30pm | Meridiano TV |
| Águilas del Zulia         | 3 - 6  | Tiburones de La Guaira    | Universitario de Caracas                 | 26 de noviembre | 6:30pm |              |
| Pastora de Los Llanos     | 1 - 7  | Navegantes del Magallanes | José Bernardo Pérez                      | 26 de noviembre | 5:30pm |              |
| Tigres de Aragua          | 8 - 2  | Cardenales de Lara        | Antonio Herrera Gutiérrez                | 26 de noviembre | 5:30pm | Promar TV    |
| Leones del Caracas        | 6 - 11 | Caribes de Anzoátegui     | Alfonso Carrasquel                       | 27 de noviembre | 6:00pm | Meridiano TV |
| Navegantes del Magallanes | 3 - 5  | Tiburones de La Guaira    | Universitario de Caracas                 | 27 de noviembre | 1:00pm |              |
| Cardenales de Lara        | 2 - 3  | Tigres de Aragua          | José Pérez Colmenares                    | 27 de noviembre | 4:00pm |              |
| Águilas del Zulia         | 4 - 1  | Pastora de Los Llanos     | Estadio Bachiller Julio Hernández Molina | 27 de noviembre | 6:00pm | Venevisión   |

| Navegantes del Magallanes | 7 - 1  | Tigres de Aragua          | José Pérez Colmenares                    | 28 de noviembre | 7:30pm  |              |
| Tiburones de La Guaira    | 5 - 7  | Leones del Caracas        | Universitario de Caracas                 | 29 de noviembre | 7:30pm  |              |
| Pastora de Los Llanos     | 2 - 3  | Cardenales de Lara        | Antonio Herrera Gutiérrez                | 29 de noviembre | 7:30pm  | Promar TV    |
| Navegantes del Magallanes | 2 - 1  | Águilas del Zulia         | Luis Aparicio                            | 29 de noviembre | 7:30pm  | Meridiano TV |
| Tigres de Aragua          | 7 - 5  | Tiburones de La Guaira    | Universitario de Caracas                 | 30 de noviembre | 5:00pm  |              |
| Tigres de Aragua          | 5 - 1  | Tiburones de La Guaira    | Universitario de Caracas                 | 30 de noviembre | 8:00pm  |              |
| Caribes de Anzoátegui     | 4 - 5  | Pastora de Los Llanos     | Estadio Bachiller Julio Hernández Molina | 30 de noviembre | 4:00pm  |              |
| Caribes de Anzoátegui     | 3 - 2  | Pastora de Los Llanos     | Estadio Bachiller Julio Hernández Molina | 30 de noviembre | 7:30pm  |              |
| Leones del Caracas        | 2 - 8  | Cardenales de Lara        | Antonio Herrera Gutiérrez                | 30 de noviembre | 7:30pm  | Promar TV    |
| Navegantes del Magallanes | 8 - 0  | Águilas del Zulia         | Luis Aparicio                            | 30 de noviembre | 7:30pm  | Meridiano TV |
| Tigres de Aragua          | 5 - 11 | Tiburones de La Guaira    | Universitario de Caracas                 | 1 de diciembre  | 7:30pm  |              |
| Navegantes del Magallanes | 5 - 1  | Pastora de Los Llanos     | Estadio Bachiller Julio Hernández Molina | 1 de diciembre  | 7:30pm  |              |
| Caribes de Anzoátegui     | 5 - 9  | Cardenales de Lara        | Antonio Herrera Gutiérrez                | 1 de diciembre  | 7:30pm  | Promar TV    |
| Leones del Caracas        | 2 - 3  | Águilas del Zulia         | Luis Aparicio "El Grande"                | 1 de diciembre  | 7:30pm  | Meridiano TV |
| Pastora de Los Llanos     | 1 - 12 | Tiburones de La Guaira    | Universitario de Caracas                 | 2 de diciembre  | 7:30pm  |              |
| Caribes de Anzoátegui     | 3 - 5  | Tigres de Aragua          | José Pérez Colmenares                    | 2 de diciembre  | 7:30pm  |              |
| Navegantes del Magallanes | 3 - 1  | Cardenales de Lara        | Antonio Herrera Gutiérrez                | 2 de diciembre  | 7:30pm  | Meridiano TV |
| Leones del Caracas        | 3 - 2  | Águilas del Zulia         | Luis Aparicio "El Grande"                | 2 de diciembre  | 7:30pm  |              |
| Caribes de Anzoátegui     | 9 - 1  | Tiburones de La Guaira    | Universitario de Caracas                 | 3 de diciembre  | 6:30pm  |              |
| Leones del Caracas        | 2 - 8  | Navegantes del Magallanes | José Bernardo Pérez                      | 3 de diciembre  | 5:30pm  | Meridiano TV |
| Cardenales de Lara        | 10 - 4 | Pastora de los Llanos     | Estadio Bachiller Julio Hernández Molina | 3 de diciembre  | 6:00pm  | Promar TV    |
| Tigres de Aragua          | 12 – 5 | Águilas del Zulia         | Luis Aparicio "El Grande"                | 3 de diciembre  | 5:30pm  |              |
| Tiburones de La Guaira    | 4 - 10 | Navegantes del Magallanes | José Bernardo Pérez                      | 4 de diciembre  | 11:30am | Venevisión   |
| Pastora de Los Llanos     | 2 - 5  | Cardenales de Lara        | Antonio Herrera Gutiérrez                | 4 de diciembre  | 6:30pm  | Promar TV    |
| Tigres de Aragua          | 1 - 10 | Águilas del Zulia         | Luis Aparicio "El Grande"                | 4 de diciembre  | 4:00pm  |              |

| Occidentales | 0 - 5 | Orientales | José Bernardo Pérez | 6 de diciembre | 7:30pm | Meridiano TV |

| Navegantes del Magallanes | 2 - 5  | Caribes de Anzoátegui     | Alfonso Chico Carrasquel                 | 7 de diciembre  | 7:30pm | La Tele                 |
| Leones del Caracas        | 5 - 3  | Tiburones de La Guaira    | Universitario de Caracas                 | 7 de diciembre  | 7:30pm |                         |
| Águilas del Zulia         | 7 - 2  | Pastora de Los Llanos     | Estadio Bachiller Julio Hernández Molina | 7 de diciembre  | 7:30pm |                         |
| Navegantes del Magallanes | 4 - 10 | Caribes de Anzoátegui     | Alfonso Chico Carrasquel                 | 8 de diciembre  | 7:30pm | Meridiano TV Venevisión |
| Pastora de Los Llanos     | 15 - 4 | Leones del Caracas        | Universitario de Caracas                 | 8 de diciembre  | 7:30pm |                         |
| Águilas del Zulia         | 4 - 5  | Tigres de Aragua          | José Pérez Colmenares                    | 8 de diciembre  | 7:30pm |                         |
| Tiburones de La Guaira    | 4 - 3  | Cardenales de Lara        | Antonio Herrera Gutiérrez                | 8 de diciembre  | 7:30pm | Promar TV               |
| Pastora de Los Llanos     | 3 - 0  | Caribes de Anzoátegui     | Alfonso Chico Carrasquel                 | 9 de diciembre  | 7:30pm | La Tele                 |
| Tigres de Aragua          | 9 - 4  | Leones del Caracas        | Universitario de Caracas                 | 9 de diciembre  | 7:30pm |                         |
| Águilas del Zulia         | 1 - 5  | Navegantes del Magallanes | José Bernardo Pérez                      | 9 de diciembre  | 7:30pm |                         |
| Tiburones de La Guaira    | 4 - 2  | Cardenales de Lara        | Antonio Herrera Gutiérrez                | 9 de diciembre  | 7:30pm | Meridiano TV            |
| Pastora de Los Llanos     | 1 – 5  | Caribes de Anzoátegui     | Alfonso Chico Carrasquel                 | 10 de diciembre | 5:00pm | La Tele                 |
| Pastora de Los Llanos     | 10 - 3 | Caribes de Anzoátegui     | Alfonso Chico Carrasquel                 | 10 de diciembre | 8:00pm | La Tele                 |
| Tiburones de La Guaira    | 3 - 4  | Leones del Caracas        | Universitario de Caracas                 | 10 de diciembre | 6:30pm | Meridiano TV            |
| Águilas del Zulia         | 6 - 4  | Tigres de Aragua          | José Pérez Colmenares                    | 10 de diciembre | 5:30pm |                         |
| Cardenales de Lara        | 2 - 3  | Navegantes del Magallanes | José Bernardo Pérez                      | 10 de diciembre | 5:30pm |                         |
| Pastora de Los Llanos     | 0 - 2  | Caribes de Anzoátegui     | Alfonso Chico Carrasquel                 | 11 de diciembre | 6:30pm |                         |
| Leones del Caracas        | 8 - 0  | Tiburones de La Guaira    | Universitario de Caracas                 | 11 de diciembre | 5:30pm | Venevisión              |
| Navegantes del Magallanes | 0 - 7  | Tigres de Aragua          | José Pérez Colmenares                    | 11 de diciembre | 1:00pm | Venevisión              |
| Águilas del Zulia         | 3 - 4  | Cardenales de Lara        | Antonio Herrera Gutiérrez                | 11 de diciembre | 4:00pm | Promar TV               |

| Navegantes del Magallanes | 8 - 6      | Leones del Caracas        | Universitario de Caracas                 | 12 de diciembre | 7:30pm  | Venevisión   |
| Pastora de Los Llanos     | 9 - 1      | Tiburones de La Guaira    | Universitario de Caracas                 | 12 de diciembre | 7:30pm  | Meridiano TV |
| Caribes de Anzoátegui     | 10 - 7     | Tiburones de La Guaira    | Universitario de Caracas                 | 13 de diciembre | 7:30pm  |              |
| Tigres de Aragua          | 7 - 8      | Navegantes del Magallanes | José Bernardo Pérez                      | 13 de diciembre | 7:30pm  | Meridiano TV |
| Leones del Caracas        | 3 - 1      | Águilas del Zulia         | Luis Aparicio "El Grande"                | 13 de diciembre | 7:30pm  |              |
| Navegantes del Magallanes | Suspendido | Tiburones de La Guaira    | Universitario de Caracas                 | 14 de diciembre | 7:30pm  |              |
| Tigres de Aragua          | 8 - 3      | Pastora de Los Llanos     | Estadio Bachiller Julio Hernández Molina | 14 de diciembre | 7:30pm  |              |
| Caribes de Anzoátegui     | 6 - 7      | Cardenales de Lara        | Antonio Herrera Gutiérrez                | 14 de diciembre | 7:30pm  | Promar TV    |
| Leones del Caracas        | 4 - 3      | Águilas del Zulia         | Luis Aparicio "El Grande"                | 14 de diciembre | 7:30pm  | Venevisión   |
| Navegantes del Magallanes | 4 - 7      | Tiburones de La Guaira    | Universitario de Caracas                 | 15 de diciembre | 7:30pm  | Meridiano TV |
| Pastora de Los Llanos     | 9 - 4      | Tigres de Aragua          | José Pérez Colmenares                    | 15 de diciembre | 7:30pm  |              |
| Caribes de Anzoátegui     | 7 - 8      | Cardenales de Lara        | Antonio Herrera Gutiérrez                | 15 de diciembre | 7:30pm  | Promar TV    |
| Tiburones de La Guaira    | 0 - 5      | Leones del Caracas        | Universitario de Caracas                 | 16 de diciembre | 7:30pm  |              |
| Caribes de Anzoátegui     | 4 - 3      | Tigres de Aragua          | José Pérez Colmenares                    | 16 de diciembre | 7:30pm  | Meridiano TV |
| Cardenales de Lara        | 11 - 5     | Águilas del Zulia         | Luis Aparicio "El Grande"                | 16 de diciembre | 7:30pm  |              |
| Leones del Caracas        | 3 - 4      | Navegantes del Magallanes | José Bernardo Pérez                      | 17 de diciembre | 5:30pm  | Venevisión   |
| Tigres de Aragua          | 1 - 2      | Pastora de Los Llanos     | Estadio Bachiller Julio Hernández Molina | 17 de diciembre | 6:00pm  |              |
| Cardenales de Lara        | 7 - 3      | Águilas del Zulia         | Luis Aparicio "El Grande"                | 17 de diciembre | 5:30pm  | Promar TV    |
| Caribes de Anzoátegui     | Suspendido | Tiburones de La Guaira    | Universitario de Caracas                 | 17 de diciembre | 6:30pm  |              |
| Caribes de Anzoátegui     | 4 - 5      | Leones del Caracas        | Universitario de Caracas                 | 18 de diciembre | 5:00pm  | Venevisión   |
| Tiburones de La Guaira    | 4 - 13     | Tigres de Aragua          | José Pérez Colmenares                    | 18 de diciembre | 4:00pm  |              |
| Navegantes del Magallanes | 5 - 4      | Pastora de Los Llanos     | Estadio Bachiller Julio Hernández Molina | 18 de diciembre | 12:45pm | Venevisión   |
| Cardenales de Lara        | 7 - 3      | Águilas del Zulia         | Luis Aparicio "El Grande"                | 18 de diciembre | 1:30pm  |              |

| Caribes de Anzoátegui     | 3 - 4  | Tiburones de La Guaira    | Universitario de Caracas                 | 19 de diciembre | 7:30pm | La Tele                 |
| Navegantes del Magallanes | 7 - 2  | Leones del Caracas        | Universitario de Caracas                 | 19 de diciembre | 7:30pm | Venevisión Meridiano TV |
| Águilas del Zulia         | 7 - 0  | Pastora de Los Llanos     | Estadio Bachiller Julio Hernández Molina | 19 de diciembre | 7:30pm |                         |
| Tiburones de La Guaira    | 3 - 6  | Caribes de Anzoátegui     | Alfonso Chico Carrasquel                 | 20 de diciembre | 7:30pm |                         |
| Cardenales de Lara        | 5 - 6  | Tigres de Aragua          | José Pérez Colmenares                    | 20 de diciembre | 7:30pm |                         |
| Águilas del Zulia         | 4 - 8  | Navegantes del Magallanes | José Bernardo Pérez                      | 20 de diciembre | 7:30pm | Meridiano TV            |
| Tiburones de La Guaira    | 7 - 1  | Caribes de Anzoátegui     | Alfonso Chico Carrasquel                 | 21 de diciembre | 7:30pm | La Tele                 |
| Pastora de Los Llanos     | 6 - 13 | Leones del Caracas        | Universitario de Caracas                 | 21 de diciembre | 7:30pm |                         |
| Águilas del Zulia         | 2 - 5  | Tigres de Aragua          | José Pérez Colmenares                    | 21 de diciembre | 7:30pm |                         |
| Tiburones de La Guaira    | 3 - 2  | Caribes de Anzoátegui     | Alfonso Chico Carrasquel                 | 22 de diciembre | 7:30pm | La Tele                 |
| Cardenales de Lara        | 5 - 6  | Leones del Caracas        | Universitario de Caracas                 | 22 de diciembre | 7:30pm | Venevisión              |
| Pastora de Los Llanos     | 12 - 7 | Tigres de Aragua          | José Pérez Colmenares                    | 22 de diciembre | 7:30pm |                         |
| Águilas del Zulia         | 1 - 5  | Navegantes del Magallanes | José Bernardo Pérez                      | 22 de diciembre | 7:30pm |                         |
| Leones del Caracas        | 4 - 5  | Tiburones de La Guaira    | Universitario de Caracas                 | 23 de diciembre | 3:30pm | Venevisión              |
| Cardenales de Lara        | 3 - 4  | Navegantes del Magallanes | José Bernardo Pérez                      | 23 de diciembre | 4:00pm |                         |
| Pastora de Los Llanos     | 5 - 4  | Tigres de Aragua          | José Pérez Colmenares                    | 23 de diciembre | 5:00pm |                         |

| Tiburones de La Guaira    | 6 - 7 (12 innings) | Tigres de Aragua          | José Pérez Colmenares                    | 26 de diciembre                             | 7:30pm |              |
| Leones del Caracas        | 2 - 1              | Cardenales de Lara        | Antonio Herrera Gutiérrez                | 26 de diciembre                             | 7:30pm | Meridiano TV |
| Tigres de Aragua          | 2 - 8              | Caribes de Anzoátegui     | Alfonso Chico Carrasquel                 | 27 de diciembre                             | 7:30pm | La Tele      |
| Cardenales de Lara        | 7 - 6              | Tiburones de La Guaira    | Universitario de Caracas                 | 27 de diciembre                             | 7:30pm |              |
| Leones del Caracas        | 8 - 3              | Pastora de Los Llanos     | Estadio Bachiller Julio Hernández Molina | 27 de diciembre                             | 7:30pm |              |
| Navegantes del Magallanes | 5 - 2              | Águilas del Zulia         | Luis Aparicio "El Grande"                | 27 de diciembre                             | 7:30pm |              |
| Tigres de Aragua          | 4 - 8              | Caribes de Anzoátegui     | Alfonso Chico Carrasquel                 | 28 de diciembre Día de los Santos Inocentes | 7:30pm | La Tele      |
| Cardenales de Lara        | 3 - 16             | Leones del Caracas        | Universitario de Caracas                 | 28 de diciembre Día de los Santos Inocentes | 7:30pm |              |
| Tiburones de La Guaira    | 10 - 3             | Pastora de Los Llanos     | Estadio Bachiller Julio Hernández Molina | 28 de diciembre Día de los Santos Inocentes | 7:30pm |              |
| Navegantes del Magallanes | 2 - 1              | Águilas del Zulia         | Luis Aparicio "El Grande"                | 28 de diciembre Día de los Santos Inocentes | 7:30pm |              |
| Tigres de Aragua          | 2 - 8              | Leones del Caracas        | Universitario de Caracas                 | 29 de diciembre                             | 7:30pm |              |
| Caribes de Anzoátegui     | 3 - 7              | Navegantes del Magallanes | José Bernardo Pérez                      | 29 de diciembre                             | 5:30pm | Meridiano TV |
| Pastora de Los Llanos     | 5 - 10             | Cardenales de Lara        | Antonio Herrera Gutiérrez                | 29 de diciembre                             | 7:30pm | Promar TV    |
| Tiburones de La Guaira    | 4 - 3              | Águilas del Zulia         | Luis Aparicio "El Grande"                | 29 de diciembre                             | 7:30pm |              |
| Caribes de Anzoátegui     | 5 - 15             | Leones del Caracas        | Universitario de Caracas                 | 30 de diciembre                             | 4:00pm |              |
| Caribes de Anzoátegui     | 3 - 4              | Leones del Caracas        | Universitario de Caracas                 | 30 de diciembre                             | 7:00pm |              |
| Navegantes del Magallanes | 4 - 3              | Tigres de Aragua          | José Pérez Colmenares                    | 30 de diciembre                             | 4:30pm |              |
| Cardenales de Lara        | 4 - 5              | Pastora de Los Llanos     | Estadio Bachiller Julio Hernández Molina | 30 de diciembre                             | 2:00pm | Promar TV    |
| Tiburones de La Guaira    | 3 - 1              | Águilas del Zulia         | Metropolitano de San Cristóbal           | 30 de diciembre                             | 2:30pm | Meridiano TV |

| Navegantes del Magallanes | 7 - 5 | Tiburones de La Guaira | Universitario de Caracas | 2 de enero de 2006 | 5:00pm | Venevisión |

## Round Robin
| Pos | Equipo                    | J  | G  | P  | V |
| --- | ------------------------- | -- | -- | -- | - |
| 1   | Tigres de Aragua          | 16 | 10 | 6  | - |
| 2   | Leones del Caracas        | 16 | 10 | 6  | - |
| 3   | Navegantes del Magallanes | 16 | 9  | 7  | 1 |
| 4   | Cardenales de Lara        | 16 | 7  | 9  | 3 |
| 5   | Caribes de Anzoátegui     | 16 | 4  | 12 | 6 |

En el estadio José Pérez Colmenares, sede de los Tigres de Aragua, el día 6 de enero 
|  | Clasificó a la Final de Liga |
|  | Quedó eliminado              |

## Serie Final
| Pos | Equipo             | J | G | P | AVE. | V |
| --- | ------------------ | - | - | - | ---- | - |
| 1   | Leones del Caracas | 5 | 4 | 1 | .800 | - |
| 2   | Tigres de Aragua   | 5 | 1 | 4 | .200 | 3 |

## Representación en el Caribe
| Pos | Equipo               | J | G | P | V |
| --- | -------------------- | - | - | - | - |
| 1   | Leones del Caracas   | 6 | 6 | 0 | - |
| 2   | Tigres del Licey     | 6 | 4 | 2 | 2 |
| 3   | Gigantes de Carolina | 6 | 2 | 4 | 4 |
| 4   | Venados de Mazatlán  | 6 | 0 | 6 | 6 |

|  | Campeón de la Serie del Caribe 2006 |
|  | Eliminado                           |